# Mesocyclops reidae
Mesocyclops reidae är en kräftdjursart som beskrevs av Petkovski 1986. Mesocyclops reidae ingår i släktet Mesocyclops och familjen Cyclopidae. Inga underarter finns listade i Catalogue of Life.